# 스트레인저스: 챕터1
《스트레인저스: 챕터1》(영어: The Strangers: Chapter 1)은 미국에서 제작된 레니 할린 감독의 2024년 공포 영화이다. 스트레인저스 시리즈 리부트이자 세 번째 작품이며, 새로운 삼부작 중 첫 번째 편으로 기획되었다. 제작자 코트니 솔로몬은 기존 작품의 프리퀄이나 직접 연결되는 속편이 아니라고 말하며 전작들과는 기본 발상을 공유할 뿐 서사상 연계성이 존재하지 않음을 시사했으나 레니 할린과 배우들은 기존 작품들과 연속성을 지닌다고 언급하였다. 매들레인 페치와 프로이 구티에레즈가 장거리 자동차 여행 중 가면을 쓴 세 명의 낯선 이들을 마주치는 연인 역을 연기하였으며, 그 외에 게이브리얼 배소, 에마 호바스 등이 출연하였다.

## 줄거리
장기 교제한 마이아와 라이언은 오리건주 포틀랜드로 향하는 길에 차가 고장나면서 외딴 숲 속 에어비앤비 오두막에서 하룻밤 머물게 된다. 그날 밤 한 낯선 여성이 오두막 문을 두드리는 것을 시작으로 두 사람은 아무 이유 없이 가면을 쓴 세 사이코패스들에게 공격을 당하기 시작한다.

## 출연
- 매들레인 페치 - 마이아 루커스 역
- 프로이 구티에레즈 - 라이언 역
- 게이브리얼 배소 - 그레고리 역
- 에마 호바스 - 셸리 역
- 리처드 브레이크 - 로터 보안관 역